# ストレイ・ゲイターズ
ストレイ・ゲイターズ（The Stray Gators）は、1971年から1973年にかけて、ニール・ヤングがアルバム『Harvest』（1972年）と『Time Fades Away』（1973年）で彼をサポートしたミュージシャンに与えた名前である。メンバーは、ジャック・ニッチェ（ピアノ）、ベン・キース（スティール・ギター）、ティム・ドラモンド（ベース）、ケニー・バトレイ（ドラムス）で、後者は『タイム・フェイド・アウェイ』のツアー中にジョニー・バーバタに交代した。
元クレイジー・ホースのリズム・ギタリスト、ダニー・ウィッテンは1972年に一時的にグループに参加したが、ツアー・リハーサル中のパフォーマンスが悪かったためヤングに解雇され、その直後に薬物の過剰摂取による事故死を遂げた。

## ヒストリー
『ジョニー・キャッシュ・ショー』の収録のためにナッシュヴィルを訪れていたヤングは、エリオット・メイザーのクアドラフォニック・サウンド・スタジオで新曲を録音するよう説得された。その日は土曜日の夜だったので、メイザーはその夜仕事がないミュージシャンを探して奔走し、ドラモンド、キース、バトリーを呼び寄せることができた。彼らは2晩かけて、『ハーヴェスト』に収録される4曲を録音した。
その後、ヤングは度々コラボレートしているニッチェを起用し、オーケストラとの2曲をアレンジ、プロデュースした。その後、ナッシュヴィルの3人のミュージシャンとニッチェをカリフォルニアの牧場に連れて行き、納屋で3曲のエレキ・ギターのレコーディングを行った。ある時点で、彼はこの新しいグループをストレイ・ゲイターズと名付けた。
『ハーヴェスト』リリース後、ヤングとグラハム・ナッシュのクレジットでシングル「War Song」に収録された。Harvest』のセッションからのアウトテイクは、後に『過去への旅路』のサウンドトラックと『The Archives Vol.1 1963-1972』に収録された。バンドは、1972年後半にレコーディングされた『今宵その夜』の「Lookout Joe」や、ニール・ヤングと共にジョニ・ミッチェルの「You Turn Me On, I'm a Radio」の初期のセッション・レコーディングに参加しており、これは最終的に『Joni Mitchell Archives - Vol.3: The Asylum Years (1972-1975)』に収録された。
1973年、彼らはヤングのツアー『TTime Fades Away』のバックを務めたが、バトリーはツアーの途中でジョン・バーベイタに交代し、アルバム『過去への旅路』にも参加した。しかし、ドラモンドとキースは、その後のプロジェクトでもヤングと個別に活動を続けた。その後、ニッチェはライヴ活動を控え、多作なレコード・プロデューサーや映画音楽の作曲家としてキャリアを積み、1983年には「Up Where We Belong」でアカデミー賞オリジナル楽曲賞を受賞した。1974年のインタビューでシンガー・ソングライターのヤングを非難し、元パートナーの女優キャリー・スノッドグレスと交際を始めた後、ヤングとは疎遠になっていたが、1986年までに和解した。
ヤングは1992年のアルバム『Harvest Moon』のためにザ・ストレイ・ゲイターズを再結成し、キーボードはニッチェに代わってスプーナー・オールダムを起用した。しかし、ニッチェは『ハーヴェスト』でやったように、「Such a Woman」でもストリングスをアレンジしている。

## バンドメンバー
結成時のメンバー
- ベン・キース - ペダル・スティール、スライド・ギター、ヴォーカル
- ジャック・ニッチェ - ピアノ、ヴォーカル
- ティム・ドラモンド - ベース
- ケニー・バトリー - ドラム

その他のメンバー
- ジョン・バーベイタ - ドラム（1973年、ケニー・バトレイの後任）
- スプーナー・オールダム - ピアノ、ヴォーカル（1992年）
- ダニー・ウィットン - リズム・ギター（1972年、HarvestとTime Fades Awayツアーの間に雇われる。）